# Bahnstrecke Sinzing–Alling
| |                      |                 |                 |
| Streckennummer: | 5852                 |                 |                 |
| Kursbuchstrecke (DB): | zuletzt 411g         |                 |                 |
| Kursbuchstrecke: | 411m (1946)          |                 |                 |
| Streckenlänge: | 4,1 km               |                 |                 |
| Spurweite: | 1435 mm (Normalspur) |                 |                 |
| |                      |                 |                 |
| \| \| \| von Regensburg \| \| \| \| 0,00 \| Sinzing \| Sinzing \| \| \| \| nach Ingolstadt \| \| \| \| 1,60 \| Bruckdorf \| Bruckdorf \| \| \| 4,14 \| Alling \| Alling \| \| \| \| \| \| \| Quellen: [1] \| \| \| \| |                      |                 |                 |
| Strecke |                      | von Regensburg  | von Regensburg  |
| Dienststation / Betriebs- oder Güterbahnhof | 0,00                 | Sinzing         | Sinzing         |
| Abzweig ehemals geradeaus und nach links |                      | nach Ingolstadt | nach Ingolstadt |
| Haltepunkt / Haltestelle (Strecke außer Betrieb) | 1,60                 | Bruckdorf       | Bruckdorf       |
| Kopfbahnhof Streckenende (Strecke außer Betrieb) | 4,14                 | Alling          | Alling          |
| |                      |                 |                 |
| Quellen: |                      |                 |                 |

Die Bahnstrecke Sinzing–Alling war eine Nebenbahn in Bayern. Sie verlief im oberpfälzischen Landkreis Regensburg von Sinzing nach Alling. Die Strecke wurde auf Betreiben der Fabrikbesitzer im Laabertal gebaut.

## Geschichte
Nur wenig mehr als ein Jahr nach der Eröffnung der Bahnstrecke Regensburg–Ingolstadt eröffnete die Bayerische Staatsbahn am 20. Dezember 1875 eine vier Kilometer lange Vizinalbahn, die von der Station Sinzing nach Westen in das Tal der Schwarzen Laber hineinführte. Die Strecke endete vor dem Dorf Alling, das noch 35 Jahre später – vor Beginn des Ersten Weltkrieges – erst 116 Einwohner zählte. Das Dorf gehörte zur Landgemeinde Viehhausen, die etwa drei Kilometer vom Bahnhof entfernt lag, zum Bezirksamt Stadtamhof gehörte und damals rund 800 Einwohner hatte.
Entsprechend gering war das Aufkommen im Personenverkehr. Drei Zugpaare, die von und bis Regensburg Hauptbahnhof verkehrten konnten den Bedarf decken. Aber schon 1914 mussten an Sonn- und Feiertagen zusätzliche Züge für die Touristen eingesetzt werden, die mit dieser Bahnstrecke einen Zugang in das Gebiet des Oberpfälzer Juras fanden. Unterbrochen von Rückschlägen  steigerte sich im Laufe der Jahre die Anzahl der Zugpaare nach Alling im Jahre 1950 auf neun Paare, von denen einige nur ab Sinzing verkehrten. Die Züge wurden von kleinen Dampfloks gezogen, die man Allinger Bockerl nannte. Im Regensburger Vorort Prüfening gab es zwei Haltestellen. So hielt das Allinger Bockerl zunächst am unteren Haltepunkt des Prüfeninger Bahnhofs und schon knapp 300 m weiter erneut an der Stelle, an der sich heute eine Bedarfsschranke befindet, d. h. an der damaligen Straße von der Endstation der Straßenbahn in Richtung des  Prüfeninger Schlosses. Der nächste Halt war dann nach Überquerung der Donau auf der Eisenbahnbrücke Sinzing erst wieder im Ort Sinzing.
Mit dem Ausbau der Autobahn A3 nahm nach 1965 die Auslastung der Züge stark ab, weil nun auch von Regensburg aus Omnibusse direkt bis Viehhausen eingesetzt wurden. Am 1. März 1967 endete der Personenverkehr nach Alling auf der Schiene. 
Für die Einrichtung und den Betrieb der kurzen Bahnstrecke war von Beginn an der Güterverkehr maßgebend, denn bereits 1836 hatte der Verleger Friedrich Pustet in den Orten Laaber und Alling mit der industriellen Papierfabrikation in Form von Endlospapierbahnen begonnen. Schon vor 1914 hatte es in Alling ein Sägewerk, eine Filterstoff- und eine Papierfabrik gegeben, deren Dampfmaschinen bis 1959 mit Braunkohle betrieben wurden, die bei Viehhausen gefördert und mit einer Grubenbahn in 600-mm-Spur herantransportiert wurde. Der Verkehr auf der Strecke wurde bis zum Ende des Jahres 1985 betrieben. Danach wurde die Strecke stillgelegt und Anfang der 1990er Jahre zu einem Rad- und Wanderweg umgebaut.